# Sebastian J.
Sebastian Jacome, más conocido como Sebastian J., es un productor musical, compositor y escritor que reside en Los Ángeles, California.
Su trabajo en producción, programación, arreglos, orquestación y remezclas incluyen créditos con artistas como: Ines Gaviria, Ozomatli, Huecco, The Cheetah Girls, Jorge Villamizar (Bacilos), Laura Pausini, Lucho Gatica, Carlos Peña (Latin American Idol), Christian Chávez, Anahí, Heidi Montag, Paulina Rubio, Gloria Trevi, Justin Bieber, LMFAO y Enrique Iglesias.
Jacome fue nominado a un Grammy estadounidense en el 2008 por el álbum  "Don't mess with the Dragon" de Ozomatli.